# Голубинка
Голуби́нка (до 1945 року — Фоті́-Сала́, крим. Foti Sala, рос. Голубинка) — село в Україні, у Бахчисарайському районі Автономної Республіки Крим, центр Голубинської сільської ради. Розташоване на півдні району.

## Географія
На південно-східній околиці села річка Суаткан впадає у Бельбек.

## Назва
Назва села зафіксована в історичних документах у формах Фоті-Сала, Фод-Сала, Фота сала (осман.), Фоціала, Фот-Сала, Феттах-Сала, Foczola, Fecciala (італ.). Точна етимологія назви невідома. Висловлювалися припущення, що вона могла бути пов'язана з ім'ям святого Фотія (грец. Φώτιος), на честь якого в селі було збудовано храм.

## Історія
За переписом 1897 року кількість мешканців зросла до 605 осіб (310 чоловічої статі та 295 — жіночої), з яких , 559 — магометанської.
В селі знаходиться мечеть Джума-Джамі 1771 року побудови.

## Уродженці
Ідріс Асанін (1927—2007) — кримськотатарський письменник, поет, громадський діяч.